# Monroe (Connecticut)
Monroe és un poble dels Estats Units a l'estat de Connecticut. Segons el cens del 2005 tenia 19.650 habitants.

## Demografia
Segons el cens del 2000, Monroe tenia 19.247 habitants, 6.481 habitatges, i 5.346 famílies. La densitat de població era de 284,4 habitants/km².
Dels 6.481 habitatges en un 42,5% hi vivien nens de menys de 18 anys, en un 74% hi vivien parelles casades, en un 6% dones solteres, i en un 17,5% no eren unitats familiars. En el 14,9% dels habitatges hi vivien persones soles el 6,6% de les quals corresponia a persones de 65 anys o més que vivien soles. El nombre mitjà de persones vivint en cada habitatge era de 2,96 i el nombre mitjà de persones que vivien en cada família era de 3,31.
Per edats la població es repartia de la següent manera: un 29,1% tenia menys de 18 anys, un 4,8% entre 18 i 24, un 29,9% entre 25 i 44, un 25,7% de 45 a 60 i un 10,5% 65 anys o més.
L'edat mediana era de 38 anys. Per cada 100 dones de 18 o més anys hi havia 93,5 homes.
La renda mediana per habitatge era de 85.000 $ i la renda mediana per família de 92.514 $. Els homes tenien una renda mediana de 61.109 $ mentre que les dones 41.572 $. La renda per capita de la població era de 34.161 $. Aproximadament l'1,8% de les famílies i el 2,6% de la població estaven per davall del llindar de pobresa.